# 정인익
정인익(鄭寅翼, 1902년 12월 11일 ~ 1955년?)은 일제강점기와 대한민국 건국 초기의 언론인으로, 호는 염파(念坡)이다.

## 생애
유명한 유학자 형제인 정만조와 정병조 중 정병조의 아들이다.
1923년 도요 대학을 중퇴하고 조선일보 사회부 기자가 되어 언론인으로 입문한 뒤 1926년에는 중외신보를 설립해 기자로 일했다. 같은 해 문예 잡지인 《문예시대》를 창간해 2호까지 발행하기도 했다.
이후 조선총독부 기관지인 매일신보의 사회부장(1929년)과 사업부장(1938년), 도쿄지국장(1938년) 등을 거쳤다. 1941년에는 당시 사장이던 이성근의 낙점으로 매일신보 편집국장에 올라 1945년 광복 시점까지 재직했다. 정인익이 매일신보에서 근무한 기간은 총 17년 가량이다.
1945년 일제의 태평양 전쟁 패망 직전에 결성된 관제 언론인 단체인 조선언론보국회에서는 사무국장을 맡았다. 이 단체에서는 지방을 순회하며 시국 강연 등을 벌였다.
광복 후인 1949년에 반민족행위특별조사위원회에 체포되어 조사를 받았다. 당시 연령은 48세였으며, 자유신문의 부사장과 민주국민당 상임위원을 맡고 있었다. 그러나 반민특위 활동이 방해를 받아 처벌은 받지 않았다.
정인익은 1946년 자유신문사가 창설한 청룡기 전국고교야구대회의 산파 역할을 하기도 했다. 한국 전쟁 때인 1950년 9월 10일 납북된 이후의 행적에 대해서는 거의 알려져 있지 않으며 1955년 6월 26일 실종 처리되었다.
2002년 발표된 친일파 708인 명단과 2008년 공개된 민족문제연구소의 친일인명사전 수록예정자 명단, 2009년 발표된 친일반민족행위 705인 명단에 모두 선정되었다. 세 명단에는 큰아버지인 정만조와 아버지 정병조도 함께 포함되어 있다.

## 같이 보기
- 매일신보
- 조선언론보국회
- 정만조
- 정병조

## 참고자료
- 반민족행위특별조사위원회, 〈피의자 신문조서 - 정인익〉 (1)[깨진 링크(과거 내용 찾기)] (2)[깨진 링크(과거 내용 찾기)] (1949년 8월)
- 친일반민족행위진상규명위원회 (2007년 12월). 〈정병조〉 (PDF). 《2007년도 조사보고서 II - 친일반민족행위결정이유서》. 서울. 788~807쪽쪽. 발간등록번호 11-1560010-0000002-10. [깨진 링크(과거 내용 찾기)]